# Zelnik József
Zelnik József (Gyula, 1949. július 19. –) magyar etnográfus, író.

## Életpálya
Középiskoláját az esztergomi Temesvári Pelbárt ferences gimnáziumban (ferences rend) végezte. 1973-ban az Eötvös Loránd Tudományegyetem (ELTE)   Bölcsészettudományi Karán szerzett diplomát. A Népművelési Intézet munkatársaként néprajzi és művészettörténeti tanulmányokat írt és szerkesztett. 1973-ban közreműködésével alakult meg a Fiatal Népművészek Stúdiója. Kezdeményezésükre több helyen (kecskeméti kerámiastúdió, az etyeki szövőház, a velemi faragóház) szintén megalakultak az alkotótáborok. 1986-tól a Közművelődési Információs Vállalat igazgatója. 1988-tól a Magyar Iparművészeti Egyetem egyetemi docense. 1989-től a Magyar Kulturális Szövetség elnöke. 1992-1993 között a Duna Televízió igazgatóságának elnöke volt. Gyurkovics Tiborral 1992-ben kidolgozták a Magyar Művészeti Akadémia tervét. 1996-tól az Országos Rádió- és Tv-testület tagja volt (a Kereszténydemokrata Néppárt (KDNP) delegáltjaként), 1998-tól a Magyar Művelődési Társaság elnökségi tagja.

## Kutatási területei
Szimbólumkutató íróként kultúr- és létfilozófiai, szemiotikai orientációjú köteteivel, sajátos, eredeti tudományos-gondolkodói-irodalmi műfajt teremtett.

## Írásai
- 1992-től a magyar nyelven egyedülálló ökofilozófiai folyóirat, az Ökotáj főszerkesztője
- 1994-től az Új Ember katolikus hetilap szerkesztőbizottsági tagja
- UNESCO-szakértőként a Folklorizmus Bulletin című nemzetközi periodikát szerkesztette
- Folklór, Társadalom, Művészet című folyóiratnak volt a szerkesztője
- 1998-tól a Magyar Kultúra főszerkesztője.

### Főbb művei
- 1977 – Régi és új formák
- 1981 – Régi famesterségek – Éljenek a fák
- 1982 – Tradition and Creativity
- 1984 – A videó világa
- 1989 – Az ünnep megszállása
- 1989 – Humán reform
- 1994 – Vissza az ünnephez
- 1998 – A magyar kultúra selyemövezetei
- 2000 – Zarándoklat a borhoz
- 2003 – Testamen. Leonardo evangéliuma
- 2003 – A zöld ember
- 2006 – Tengerkönyv
- A nagy szertartás. A bor csodája a mitikus időktől Dionüszoszon keresztül az eucharisztiáig; Kairosz, Bp., 2010
- A magyar kultúra mindenese. Zelnik József etnográfussal, íróval, a Magyar Művészeti Akadémia rendes tagjával beszélget Mezei Károly; Kairosz, Bp., 2011 (Magyarnak lenni)
- Negyven év után; MMA, Bp., 2012
- Dante fátyla. Pokoljárás Muhi-val, a festőemberrel; Ökotáj, Bp., 2015
- Prométheusz udvartartása. Búcsú az Akadémiától; Ökotáj, Bp., 2017
- Az idegen megváltása. Guberálás a világot formáló és deformáló gondolatok meddőhányóján; MMA, Bp., 2019

## Szakmai sikerek
- Templomos Lovagrend Nagykeresztjének magyar tulajdonosa.
- Magyar Tudományos Akadémia (MTA) Népművészeti, Néprajzi Tagozat
- A Magyar Művészeti Akadémia alelnöke.
- Munkásságát a Magyar Televízió és a Duna TV három portréfilmen mutatta be.

### Díjak, elismerések
- 2002 Pátria-díj – Duna Televízió,
- 2007 Becsület-kereszt – Leonardo-könyvéért, Olaszország,
- 2008 Balassi-díj,
- 2009 Tokaji Írótábor Díja,
- 2012. december 22-én a Magyar Örökség díj 69. ünnepségén elismerték kiemelkedő szakmai munkásságát.